# Renatus Karl von Senckenberg

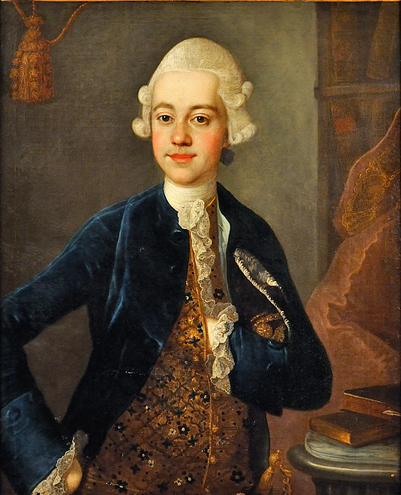
Bildnis des Renatus Karl von Senckenberg 1767

Renatus Leopold Christian Karl von Senckenberg (* 23. Mai 1751 in Wien; † 19. Oktober 1800 in Gießen) war ein deutscher Jurist, Historiker und Stifter.

## Leben
Renatus Karl kam am 23. Mai 1751 als Sohn von Heinrich Christian von Senckenberg und dessen zweiter Gattin Sophie Elisabeth, geborene von Palm, in Wien zur Welt. Seine Erziehung war streng protestantisch. Schon früh übernahm der Vater seine Unterrichtung, indem er unter anderem eine „Vorläufige Einleitung in die Rechtsgelehrsamkeit“ für ihn schrieb und ihn in das Studium historischer Urkunden einweihte. 1766 erhielt sein Vater für ihn eine Domherrenstelle am Lübecker Dom.
Nach dem Tod des Vaters ging Senckenberg 1768 an die Göttinger Universität und studierte hier wie später auch in Straßburg Jura und Geschichtswissenschaften. 1772 arbeitete er dann zu seiner praktischen Ausbildung am Reichskammergericht in Wetzlar, musste aber einige Zeit aussetzen, um in Frankfurt bei der Einrichtung der Stiftung seines verstorbenen Onkels Johann Christian, der dem Senior der Familie die Oberaufsicht zugeschrieben hatte, tätig zu sein. 1774 bereiste er Italien. Er sah sich mächtig angeregt durch die künstlerischen und geschichtlichen Eindrücke dieses Landes und wurde in Rom in die Gesellschaft der Accademia dell’Arcadia aufgenommen. 1775 trat er in Gießen als Assessor in die hessische Regierung ein. Eine 1778 nach Wien unternommene Reise wurde für ihn verhängnisvoll. Er kam in den Verdacht die "Verzichtleistungsakte des Herzogs Albrecht von Bayern von 1429" (aus den hinterlassenen Papieren seines Vaters) dem kurpfälzischen Hofe mitgeteilt und dadurch das Interesse Österreichs an der bayrischen Erbfolge schwer geschädigt zu haben. Nach längerer Gefangenschaft wurde er aus Österreich verbannt und kehrte nach Gießen zurück; erst 1792 hob Franz II. das Verbannungsdekret auf.
Auf vielen Reisen suchte Senckenberg Fühlung mit damaligen Größen der deutschen Wissenschaft und Dichtung. 1780 wurde er Regierungsrat, legte aber schon 1784 seine Stellung nieder und lebte fortan in Gießen als Privatmann. Wohl durch das Vorbild seines Onkels Heinrich Christian angeregt, vermachte er die reichen Bücherschätze, die der Vater und er gesammelt hatten, der Gießener Universitätsbibliothek und hinterließ der Hochschule zudem sein Haus und 10.000 Gulden zur Verwendung für die Bibliothek. Seine zahlreichen Schriften behandeln (wie die des Vaters) Gebiete der Geschichts-, Staats- und Rechtswissenschaften. Besonders hervorzuheben ist die 1782 erschienene Biographie seines Vaters und die Fortsetzung der Häberlinschen Reichsgeschichte von Bd. 21–27 (1790–98).
Auch als Dichter hat er sich betätigt: 1785 ließ er unter dem Pseudonym Polydor Nemaeus (sein Arkadiername) das Werk „Carmina varia selecta latina et graeca“ und 1787 die „Geschichte eines Christen“ drucken – beides allerdings nur für seinen Freundeskreis. 1796 erschien dann das dramatische Gedicht Charlotte Corday, welches von der Wiener Zensur verboten wurde.
Renatus Karl starb am 19. Oktober 1800, seine einzige Tochter war ihm bereits vorausgegangen. Aufgrund seiner Schenkungen wurde in Gießen die „Senckenbergstraße“ nach ihm benannt. Zudem markiert eine Gedenktafel sein Wohnhaus.
Mit dem Tod seines Bruders Karl (geb. 1760), der in die sardinische Armee eingetreten war, aber schon 1787 als Hauptmann seinen Abschied genommen hatte und 1842 kinderlos starb, erlosch dieser Zweig der Familie Senckenberg.